# تسرع القلب
تسرع القلب أو الحَبَض (بالإنجليزية: Tachycardia)‏ أصل الكلمة تأتي من الكلمة اليونانية "Tachys" (السريع أو المتسارع) و"cardia" (القلب). تسارع معدل ضربات القلب يعني زيادة معدل ضربات القلب وتجاوزه المعدل الطبيعي (في حالة الراحة). بشكل عام، نبض القلب في حالة الراحة الذي يتعدى المائة نبضة في الدقيقة يُعتبر تسارعاً لنبض القلب عند الكبار. نبض القلب الذي يتعدى النبض في حالة الراحة
يمكن أن يكون طبيعيا (في حالة التمارين الرياضية) أو غير طبيعي (في حالة المشاكل الكهربائية في القلب).

## التعريف
| المرحلة العمرية | معدل النبض |
| الجنين          | 150 /دقيقة |
| الرضيع          | 130 /دقيقة |
| الطفل           | 100 /دقيقة |
| الشباب          | 85 /دقيقة  |
| الشيخوخة        | 60 /دقيقة  |

يعتمد الحد الأعلى للمعدل الطبيعي لنبضات القلب على عمرالشخص. تسارع نبضات القلب لمجموعات مختلفة من الأعمار:
- 1-2 أيام:>159 نبضة بالدقيقة
- 3-6 أيام:>166 نبضة بالدقيقة
- 1-3 أسابيع:>182 نبضة بالدقيقة
- 1-2 أشهر:>179 نبضة بالدقيقة
- 3-5 أشهر:>186 نبضة بالدقيقة
- 6-11 أشهر:>169 نبضة بالدقيقة
- 1-2 سنة:>151 نبضة بالدقيقة
- 3-4 سنوات:>137 نبضة بالدقيقة
- 5-7 سنوات:>133 نبضة بالدقيقة
- 8-11 سنة:>130 نبضة بالدقيقة
- 12-15 سنة:>119 نبضة بالدقيقة
- >15 سنة- بالغ:>100 نبضة بالدقيقة

نبض القلب يُعتبر من العوامل المسيطرة على الصورة السريرية. على سبيل المثال: عند تسمم الدم> 90 نبضة بالدقيقة يُعتبر تسارعا في نبض القلب.
عندما ينبض القلب بسرعة مفرطة، مضخة القلب تعمل بكفاءة أقل وتزود الجسم بكمية قليلة من تدفق الدم، بما فيه القلب نفسه. زيادة نبض القلب يؤدي إلى زيادة العمل وزيادة طلب الأوكسجين من القلب، مما يؤدي إلى فقردم موضعي.
عدم انتظام دقات القلب النسبي يتضمن زيادة أكبر في النبضات مقارنة مع زيادة النبض بسبب حالة مرضية.

## الأسباب
تتضمن بعض أسباب تسرع القلب:
- فرط الدرقية
- نقص حجم الدم
- فقر الدم (الأنيميا)
- فرط التنفس
- انخفاض ضغط الدم
- التمارين الشاقة
- الخوف
- القلق
- التعب والضعف المستمر (إرهاق)
- أرتفاع درجة حرارة الجسم
- انخفاض السكر في الدم
- الجفاف الشديد
- حرمان من النوم
- الشعور بالألم
- رجفان أذيني
- رفرفة أذينية
- عاصفة أدرينالية
- فرط الحساسية
- عرض أولي للصدمة
- متلازمة وولف -باركنسون -وايت
- ورم القواتم

متعلق بالمخدرات:
- شرب الكحول
- تعاطي مخدر القنب (الحشيش أو المرجوانا)
- تعاطي المنبهات
- أعراض انسحابية
- نيفوبام
- مضادات الاكتئاب

## التشخيص التفريقي

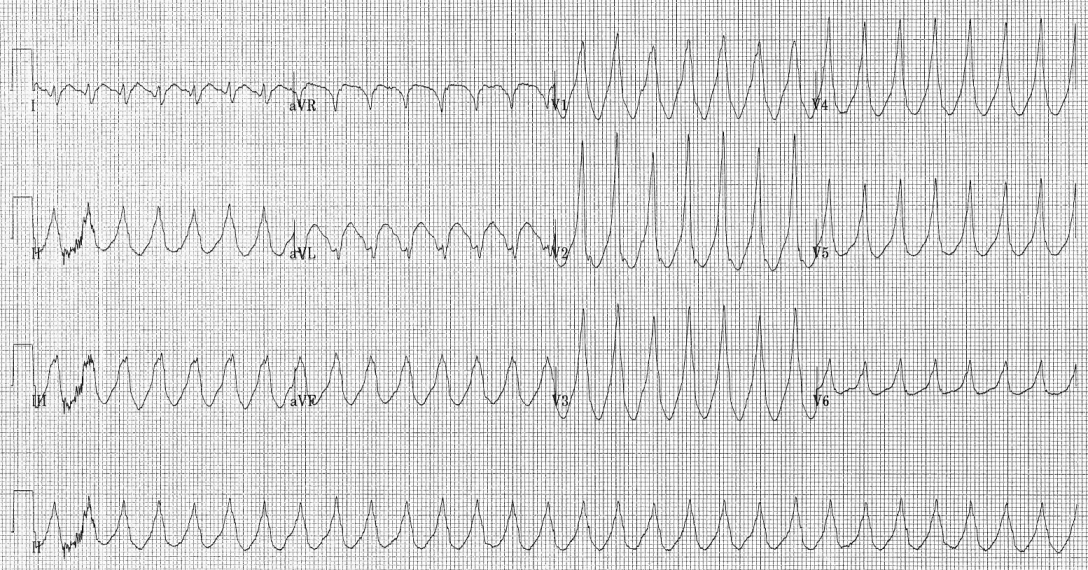
12 موجة كهربائية التي تدل على تسرع القلب البطيني (VT)

ويستخدم جهاز تخطيط كهربية القلب لتصنيف نوع تسارع نبضات القلب. ويمكن تصنيفها إلى عقدة ضيقة وواسعة على أساس عقدة QRS .
الترتيب التالي من الأكثر إلى الأقل شيوعا:
- العقدة الضيقة:
  - تسارع نبض القلب الذي ينشأ من العقدة الجيبية الأذينية، بالقرب من قاعدة الوريد الأجوف العلوي.
  - الرجفان الأذيني.
  - الرفرفة الأذينية.
  - عودة سرعة نبض القلب إلى العقدة الأذينية البطينية.
  - زيادة سرعة نبض القلب بواسطة طرق ثانوية.
  - عدم انتظام دقات القلب الأذيني.
  - عدم انتظام دقات القلب الأذيني متعدد البؤر.
  - عدم انتظام دقات القلب الوصلي.
- العقدة الواسعة:
  - عدم انتظام دقات القلب البطيني، أي ينشأ من أحد البطينات.
  - عدم انتظام نبضات القلب ذات العقدة الضيقة مع مشكلة في نظام التوصيل في القلب، غالبا ما يطلق عليه «عدم انتظام دقات القلب فوق البطيني مع انحراف».
  - عدم انتظام نبضات القلب ذات العقدة الضيقة مع نظام توصيل اضافي، غالبا ما يطلق عليه«عدم انتظام دقات القلب فوق البطيني ما قبل الإثارة» (مثل: متلازمة وولفباركنسونوايت).
  - عدم انتظام دقات القلب ذات العلاقة بصانع الخطو.

عدم انتظام دقات القلب تصنف إلى: عدم انتظام نبضات القلب ذات العقدة الضيقة (عدم انتظام دقات القلب فوق البطيني)، عدم انتظام نبضات القلب ذات العقدة الواسعة. الواسعة والضيقة تعود إلى عرض عقدة ال QRS
على جهاز تخطيط كهربية القلب. عدم انتظام نبضات القلب ذات العقدة الضيقة عادة ما يكون منشؤها من الأذينين، بينما عدم انتظام نبضات القلب ذات العقدة الواسعة عادة مايكون منشؤها من البطينين. عدم انتظام نبضات القلب يمكن أن تصنف أيضًا إلى منتظمة أوغير منتظمة.

### جيبي
لدى الجسم العديد من آليات التغذية الراجعة ليحافظ على تدفق دم كافٍ وضغط الدم. فاذا قل ضغط الدم، نبض القلب يزداد فيمحاولة رفع الضغط. وهذا ما يسمى زيادة في النبض اللاإرادي. ويمكن أن يحصل هذا استجابةً لانخفاض حجم الدم (عن طريق الجفاف أو النزف)، أو أي تغيير مفاجئ في تدفق الدم. السبب الأكثر شيوعاً للزيادة في النبض هو هبوط ضغط الدم الانتصابي (أو ما يعرف بنقص ضغط الدم الوضعي). الحُمّى، فرط في التهوية، الإسهال والالتهابات الحادة يمكن أن يؤدوا إلى زيادة سرعة نبض القلب، السبب الأساسي هو زيادة في الطلب على عمليات الأيض.
الزيادة في تنبيه الجهاز العصبي الودي يؤدي إلى زيادة نبض القلب، عن طريق عمل الألياف العصبية المتعاطفة على القلب وعن طريق جهاز الغدد الصم الذي يفرز الهرمونات مثل (الأدرينالين)، الذي له تأثير مشابه. زيادة تحفيز الجهازالعصبي الودي يكون بسبب الإجهاد النفسي والجسدي. هذا هو أساس استجابة ما يعرف بالكر والفر، يمكن للتنبيه أن يُحَفَز بواسطة المنشطات مثل: الايفيدرين، الأمفيتامينات أو الكوكايين. بعض اضطرابات الغدد الصماء مثل ورم القواتم يؤدي إلى افراز الادرينالين الذي يسبب زيادة سرعة نبض القلب الذي لا يعتمد على تنبيه الجهازالعصبي. فرط نشاط الغدة الدرقية يؤدي إلى زيادة سرعة نبض القلب. الحد الأقصى لزيادة سرعة نبض القلب الذي ينشأ من العقدة الجيبية الأذينية يُعتقد أن يكون 220
نبضة بالدقيقة مطروحاً منه العُمر.

### البطيني
عدم انتظام دقات القلب البطيني، يحتمل أن يكون مهدداً بحياة الإنسان، وأصله من البطينين. غالباً ما يكون منتظماً، ذو عقدة واسعة، ومعدل النبض يكون ما بين 120و250 نبضة بالدقيقة.
هذه الإيقاعات تستمرعادةً لبضعة ثوانٍ إلى بضعة دقائق (عدم انتظام دقات القلب الانتيابي), ولكن إذا استمر عدم انتظام دقات القلب البطيني فهو في غاية الخطورة، غالباً ما يؤدي إلى الرجفان البطيني.

### الفوق بطيني
زيادة سرعة نبضات القلب الذي يكون أصله من فوقا لبطينين مثل الأذينين. أحياناً يعرف بعدم انتظام دقات القلب الأذيني الانتيابي. وهناك عدة أنواع منه.

### الرجفان الأذيني
يعد من الأكثر شيوعاً من أشكال عدم انتظام دقات القلب. بشكل عام، هو غير منتظم ذو عقدة ضيقة. لكن، يمكن أن يظهر على أنه ذو عقدة واسعة على جهاز تخطيط كهربية القلب إذا وجد انسداد في الحزم العصبية. عند نبض القلب بمعدلات مرتفعة، عقدة ال (QRS)
تصبح واسعة نتيجة لظاهرة أشمان. يُستَصعب تحديد فيما إذا كان النبض منتظما أم لا عندما يتعدى نبض القلب ال 150 نبضة بالدقيقة. وهذا يعتمد على صحة المريض ومتغيرات أخرى مثل الأدوية التي تؤخذ للتحكم بنبض القلب، الرجفان الأذيني يمكن أن يؤدي إلى تراوُح النبض ما بين ال 50 و250 نبضة بالدقيقة (وربما أكثر عند وجود عوامل أخرى). لكن، بداية الرجفان الأذيني يتراوح ما بين 100و 150 نبضة بالدقيقة.

### عودة سرعة نبض القلب إلى العقدة الأذينية البطينية.
الأكثر شيوعاً من نوعه. وهو منتظم ذو عقدة ضيقة، غالبا ما يستجيب جيداً لمناورة فالسالفا أو الدواء (الأدينوزين). لكن، المرض لغيرالمستقرين يتطلبون تقويم نظم القلب بطريقة متزامنة. الرعاية النهائية تتضمن جذ القلب بالقسطرة.
يحتاج إلى طريق اضافي كي يستمر. يمكن أن يتضمن التوصيل سوي المسار (حيث ينتقل التيار من العقدة الأذينية البطينية إلى البطينين ثم يعود إلى الأذينين عن طريق ممر ثانوي) أو عن طريق التوصيل المعاكس للمسار (حيث ينتقل التيار من طريق ثانوي إلى الأذينين من خلال العقدة الأذينية البطينية). غالبا ينتج من التوصيل سوي المسارعدم انتظام نبضات القلب ذات العقدة الضيقة، والتوصيل المعاكس للمسار ينتج عنه عدم انتظام نبضات القلب ذات العقدة الواسعة الذي يشابه عدم انتظام دقات القلب البطيني. أغلب مضادات اضطراب نبضات القلب لا يُنصح باستخدامهم في الحالات الطارئة لعودة سرعة نبض القلب إلى العقدة الأذينية البطينية، لأنه يُمكن أن يؤدي بشكل متناقض إلى زيادة التوصيل عبر المسار الثانوي.
عدم انتظام دقات القلب الوصلي.
وهو عدم انتظام دقات القلب التلقائي أصله من الوصلة الأذينية البطينية. يميل إلى كونه منتظماً، ذا عقدة ضيقة ومن الممكن أن يكون إشارة لسمية الديجيتوكسين.

## التحكم بالمرض.
إدارة عدم انتظام دقات القلب يعتمد على نوعها (عقدة ضيقة وواسعة)، سواء أكان الشخص مستقراً أو غير مستقر، وسواء أكان عدم الاستقرار ناتج من عدم انتظام دقات القلب. عدم الاستقرار يعني أن وظائف الأعضاء الأساسية متأثرة أو أن السكتة القلبية على وشك أن تحدث.
عدم الاستقرار مع عدم انتظام نبضات القلب ذات العقدة الضيقة، يُعطى الأدينوزي نفي الوريد. وفي الباقي يُنصح بتقويم نظم القلب الفوري.

## اصل التسمية.
أصل الكلمة تأتي من الكلمة اليونانية
السريع أو المتسارع (Tachys)
القلب (Kardia)